# TP53TG3C
TP53TG3C (англ. TP53 target 3C) – білок, який кодується однойменним геном, розташованим у людей на 16-й хромосомі. Довжина поліпептидного ланцюга білка становить 132 амінокислот, а молекулярна маса — 13 627.
| 10         |  | 20         |  | 30         |  | 40         |  | 50         |
| ---------- |  | ---------- |  | ---------- |  | ---------- |  | ---------- |
| MRASPCISQP |  | AASWHPRPSA |  | LRPTAGSGPD |  | TRTPGTVEDG |  | SAPCPAFRSP |
| AVSPCGEEPC |  | CFQISPAEET |  | LELGRLVSPG |  | NCDTLSPRAA |  | GFYACHVRSL |
| IPCRSTKGRW |  | PLTASAAGLS |  | RHAQCGPSLG |  | LG         |  |            |

A: Аланін

C: Цистеїн

D: Аспарагінова кислота

E: Глутамінова кислота

F: Фенілаланін

G: Гліцин

H: Гістидин

I: Ізолейцин

K: Лізин

L: Лейцин

M: Метіонін

N: Аспарагін

P: Пролін

Q: Глутамін

R: Аргінін

S: Серин

T: Треонін

V: Валін

W: Триптофан

Задіяний у такому біологічному процесі, як альтернативний сплайсинг. 
Локалізований у цитоплазмі, ядрі.